# Liste der Monuments historiques in Trédaniel
Die Liste der Monuments historiques in Trédaniel führt die Monuments historiques in der französischen Gemeinde Trédaniel auf.

## Liste der Bauwerke
| Bezeichnung                | Beschreibung              | Standort | Kennzeichnung | Schutzstatus | Datum | Bild           |
| -------------------------- | ------------------------- | -------- | ------------- | ------------ | ----- | -------------- |
| Kirche St-Pierre und Kreuz | Erbaut im 16. Jahrhundert | (Lage)   | PA00089675    | Inscrit      | 1925  | weitere Bilder |

## Liste der Objekte

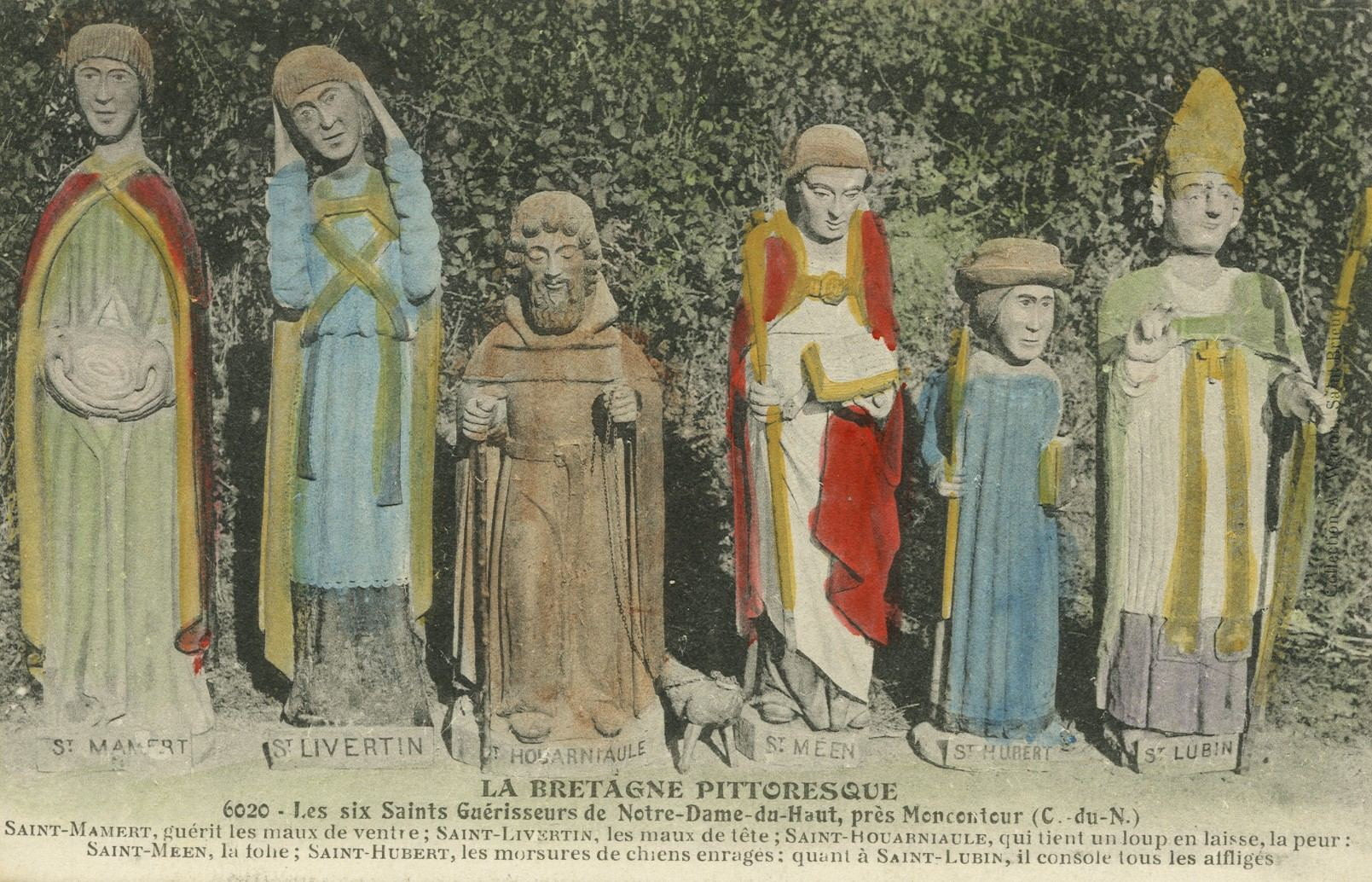
Heiligenskulpturen in der Kapelle Notre-Dame-du-Haut

- Monuments historiques (Objekte) in Trédaniel in der Base Palissy des französischen Kultusministeriums